# Platalina genovensium
Platalina genovensium är en däggdjursart som beskrevs av Thomas 1928. Platalina genovensium är ensam i släktet Platalina som ingår i familjen bladnäsor. IUCN uppskattar att beståndet minskar med 30 procent under de följande tio åren och kategoriserar arten globalt som nära hotad. Inga underarter finns listade.
Arten förekommer i västra Peru och fram till slutet av 1900-talet var den bara känd från fem olika fyndplatser. Individerna vilar i grottor eller liknande gömställen (till exempel människans förvaringsbyggnader) som kan ligga 2300 meter över havet.
Storleken är främst känd från individen som användes för artens vetenskapliga beskrivning. Den var 7,2 cm lång (huvud och bål) och hade en 9 mm lång svans. Underarmarna som bestämmer fladdermusens vingspann var lite kortare än 5 cm. Vikten är cirka 47 gram och pälsen har en ljusbrun färg.
Arten kan vistas i mera torra habitat då den även äter nektar från kaktusväxter. Därför har den en lång tunga med vårtiga utskott vid spetsen. Upphittade honor var dräktiga med en unge.